# Signature-Modell

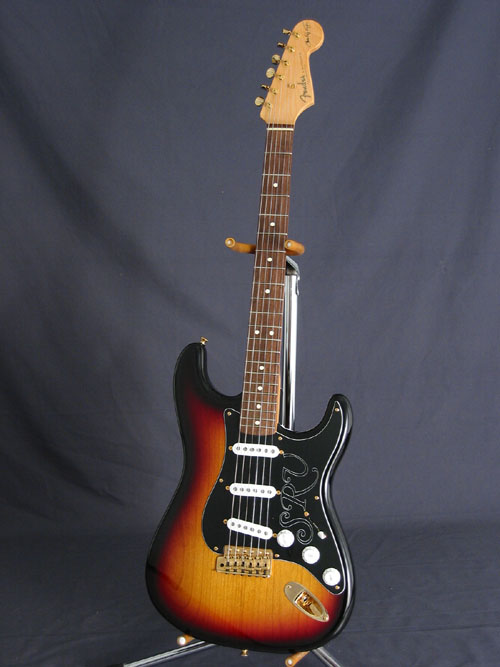
Fender Stratocaster als Signature-Modell von Stevie Ray Vaughan

Bei einem Signature-Modell handelt es sich um ein Musikinstrument oder Instrumenten-Zubehör, das unter dem Namen eines bestimmten Musikers auf den Markt gebracht wird und sozusagen seine Unterschrift (engl. signature) trägt.
Oft werden solche Instrumente nach den speziellen Wünschen und Vorgaben des Musikers im Rahmen eines Endorsement-Vertrages gestaltet. Ein Beispiel ist Steve Vais Gitarre JEM, die seit 1987 von Ibanez gebaut wird.
Daneben gibt es originalgetreue Nachbauten von Instrumenten, die mit einem bekannten Musiker in Verbindung gebracht werden, entweder weil sie hauptsächlich von ihm genutzt wurden oder er sie bei einem bestimmten Anlass (Konzert, Plattenaufnahme etc.) gespielt hat. Bei solchen Kopien versucht man manchmal, auch alle Gebrauchsspuren nachzubilden, wie bei der Stratocaster von Rory Gallagher.
Signature-Modelle gibt es auch von E-Bässen (z. B. das Signature-Instrument von Paul Gray) oder Schlagzeugen (etwa das Drum-Kit von Ian Paice). An Signature-Zubehör gibt es unter anderem Schlagzeugstöcke von Tré Cool oder Plektren von Paul Gilbert.